# John Wells
John Wells (ur. w 1859 w stanie Missisipi, zm. 18 kwietnia 1929 w Nowym Orleanie) – amerykański wioślarz, brązowy medalista olimpijski.
Wystąpił na igrzyskach olimpijskich w Saint Louis w 1904 roku, gdzie razem z Josephem Ravannackiem wywalczył brązowy medal w dwójce podwójnej. Wyprzedzili ich jedynie John Mulcahy i William Varley oraz Joseph McLoughlin i John Hoben. Startowały tylko trzy osady. Był to jego jedyny start olimpijski.
Z zawodu prowadził sklep obuwniczy. Pracował także jako trener wioślarstwa.